# Bułgarska Lewica
Bułgarska Lewica (bułg. Българската левица, Balgarska Levitcata, BL) – bułgarska partia polityczna o profilu socjalistycznym.
Partia została założona w lutym 2010 roku przez byłych członków Bułgarskiej Partii Socjalistycznej. Liderem partii jest Boyan Borisov Kirov. Partia stała się pełnoprawnym członkiem Europejskiej Partii Lewicy we wrześniu 2010 roku.